# Fatal Portrait
Albums de King Diamond
Abigail
(1987)
Singles
1. Halloween
Sortie : 6 juin 1986

Fatal Portrait est le premier album studio de King Diamond. Il est sorti le 17 février 1986 sur le label Roadrunner Records et fut produit par King Diamond et Rune Höyer assistée de Michael Denner.

## Historique
Après seulement deux albums studios, le groupe de heavy metal danois Mercyful Fate se sépare, les deux têtes pensante du groupe, le chanteur King Diamond et le guitariste Hank Shermann n'étant plus d'accord sur la direction musicale à suivre pour le futur du groupe. Shermann fondera le groupe AOR Fate et King Diamond le groupe qui portera son nom entrenant avec lui deux autres membres de Mercyful Fate, le guitariste Michael Denner et le bassiste Timi Hansen. Le groupe sera complété par le batteur Mikkey Dee jusqu'alors peu connu mais qui deviendra plus tard le batteur de Motörhead et le guitariste suédois Andy LaRocque.
Le groupe entre dans les studios Sound Track de Copenhague en juillet 1985 pour enregistrer son premier album. Le premier titre qui sortira sera le 25 décembre 1985 sera le single "No Present for Christmas".Ce titre ne figurera pas sur l'album mais sa face B, "Charon", si. En février 1986 sort l'album, pas encore un album-concept comme le King fera sa marque de fabrique mais les quatre premiers titres de la première face et le dernier de la deuxième face se complètent pour raconter l'histoire de Molly, une petite fille de quatre ans dont le portrait, peint par sa mère Jane, a été ensorcelé et placé dans le feu afin que son esprit puisse survivre. Celui-ci va hanter sa mère qui l’a laissée mourir en l’enfermant dans un grenier. 
Cet album entrera dans les charts suédois et se classa à la 33e place.

## Liste des titres
Toutes les paroles sont écrites par King Diamond.
| No  | Titre                                   | Musique                      | Durée |
| --- | --------------------------------------- | ---------------------------- | ----- |
| 1.  | The Candle                              | King Diamond                 | 6:38  |
| 2.  | The Jonah                               | King Diamond                 | 5:15  |
| 3.  | The Portrait                            | King Diamond                 | 5:06  |
| 4.  | Dressed in White                        | King Diamond                 | 3:09  |
| 5.  | Charon                                  | King Diamond, Michael Denner | 4:14  |
| 6.  | Lurking in the Dark                     | King Diamond                 | 3:33  |
| 7.  | Halloween                               | King Diamond, Michael Denner | 4:12  |
| 8.  | Voices From the Past (instrumental)     | King Diamond                 | 1:29  |
| 9.  | Haunted                                 | King Diamond, Michael Denner | 3:54  |
| 10. | No Presents for Christmas (titre bonus) | King Diamond, Michael Denner | 4:20  |
| 11. | The Lake (titre bonus)                  | King Diamond                 | 4:11  |

## Composition du groupe
- King Diamond - chant, chœurs, guitares sur Voices from the Past
- Andy LaRocque - guitare
- Michael Denner - guitare
- Timi Hansen - basse
- Mikkey Dee - batterie
- Roberto Falcao - claviers (studio)

## Classement
| Pays  | Durée du classement | Meilleur classement |
| ----- | ------------------- | ------------------- |
| Suède | 1 semaine           | 33e                 |